# Éclaires
Éclaires település Franciaországban, Marne megyében. Lakosainak száma 86 fő (2022. január 1.). Éclaires Les Charmontois, Le Chemin, Beaulieu-en-Argonne, Brizeaux, Passavant-en-Argonne, Le Vieil-Dampierre és Seuil-d’Argonne községekkel határos.

## Népesség
A település népességének változása:
| Lakosok száma | 90   | 80   | 72   | 87   | 93   | 93   | 96   | 95   | 95   | 86   |
|               | 1968 | 1982 | 1990 | 2006 | 2013 | 2015 | 2017 | 2019 | 2020 | 2022 |